# Les Sœurs
Pour l’article homonyme, voir Les Sœurs (homonymie).
Les Sœurs est un tableau peint par Abbott Handerson Thayer en 1884. Il mesure 138 cm de haut sur 92,1 cm de large. Il est conservé au Brooklyn Museum à New York.